# 航空自衛隊安全の日
航空自衛隊安全の日（こうくうじえいたいあんぜんのひ）は、1999年（平成11年）8月から2000年（平成12年）7月まで、航空機の墜落事故（計5件、13名殉職）が連続発生したことを契機に、毎年7月1日に飛行訓練を停止し、安全教育を実施するために制定された日。

## 概要
1999年（平成11年）8月から2000年（平成12年）7月まで、5件の墜落死亡事故が相次いで発生した。中でも、2番目のT-33A入間川墜落事故は大規模停電を惹起し、3番目のT-2女川墜落事故と5番目のブルーインパルス牡鹿半島墜落事故は同じ基地で発生かつ女川原発付近であったことから、対外的にも大きな影響を与えた。
事故の風化防止と、安全教育の徹底のため、7月1日を「航空自衛隊安全の日」とし、全国で一斉に飛行訓練が停止される。全隊員に対し、航空幕僚長の訓示が行われる他、各基地・部隊ごとに式典・教育を行う。なお、7月1日は五大事故のうち、4番目のC-1隠岐諸島沖墜落事故と5番目のブルーインパルス牡鹿半島墜落事故の発生日に近く、かつ空自最大の死亡事故である全日空機雫石衝突事故（1971年(昭和46年)7月30日発生）と重ならない日である。
なお、曜日の都合で、7月1日に実施できない場合、他の日に振り替えられる。

## 五大事故
- 1999年（平成11年）8月15日

F-4EJ改福江島沖墜落事故　2名殉職
- 1999年（平成11年）11月22日

T-33A入間川墜落事故　2名殉職
- 2000年（平成12年）3月22日

T-2女川墜落事故　1名殉職
- 2000年（平成12年）6月28日

C-1隠岐諸島沖墜落事故　5名殉職
- 2000年（平成12年）7月4日

ブルーインパルス牡鹿半島墜落事故 3名殉職